# Mediendesign
Mediendesign ist die Praxis und Wissenschaft des konkreten Ausgestaltens von Medienangeboten, bezogen auf unterschiedlichste Medientypen, im Hinblick auf deren Aussehen, ästhetische Formgestaltung und auf Gestaltaspekte wie die statische und dynamische Anwendung von Form, Farbe, Muster, Texturen, ebene bzw. räumliche Anordnung, Virtualität, statischer bzw. dynamischer Einsatz von Schriften, Bildern, akustischen Signalen usw. in einfachen bis hin zu komplexen Gestaltungsszenarien. Als solches wird Mediendesign als untergeordneter Begriff zu Mediengestaltung verstanden.
Weitere Bereiche sind Medienberatung, Medienoperating und Medientechnik. Mediendesigner müssen als Designer medialer Kommunikation sowohl über künstlerische als auch technische Kompetenzen verfügen und die Gestaltungs- und Produktionsprozesse in beiden Bereichen managen können.
Neben Film, Fernsehen, Video, Games und World Wide Web werden auch alle Printmedien (Zeitungen, Zeitschriften, Plakate, Visitenkarten, Verpackungen usw.) im Mediendesign einbezogen.

## Studium
Mediendesign ist als akademische Disziplin im tertiären Bildungsbereich vertreten. Originäre Hochschul-Studiengänge mit Diplom- oder Bachelor-/Masterabschlüssen zum Mediendesign werden von einigen Hochschulen angeboten. Die Studiengänge beziehen je nach Ausrichtung die für Leitungsaufgaben notwendigen Aspekte ein: Management- und Wirtschaftsfächer, Kommunikations- und Designtheorie, Konzeptionsmethodik und Projektmanagement etc. sowie wissenschaftliche Methodik. Sie sind oft fachlich breiter angelegt als Designstudiengänge, die sich meist für besondere Ausrichtungen spezialisieren, und unterscheiden sich wesentlich von der Ausbildungskonzeption zum Mediengestalter.
Ein Mediendesign-Studium bietet eine konzeptorientierte Ausbildung. Das Ausbildungsspektrum erstreckt sich dabei von Print- und Webgestaltung über Interaction Design und Interfacedesign, Editorial Design, Corporate Design, Fotografie, Audiovisuelle Medien bis zu Informationsvisualisierung. Darüber hinaus werden im Studium medienübergreifende Funktionalitäten, wie z. B. Interaktion oder User Experience Design und deren inhaltliche Kontexte gelehrt. Eingebettet wird die gestalterische Ausbildung mit Themen zur Analyse- und Strategieentwicklung wie beispielsweise Designmethodik, Gestaltungstheorie, Usability, Projektmanagement und Marketing.
Im Gegensatz zu Studiengängen für Kommunikationsdesign bzw. Visuelle Kommunikation verweist ein Mediendesign-Studiengang bereits in der Bezeichnung, dass er sich grundsätzlich und somit mit allen Varianten von analogen wie digitalen Medien befasst und seine Lehre nicht nur auf die Visualisierung und die Kommunikation mit Medien konzentriert, sondern ebenso die Gestaltung und die theoretische Auseinandersetzung mit Information und Interaktion mit einbezieht. Kommunikationsdesign konzentriert sich auf die äußere Wirkung, analysiert dabei die Anwenderreaktion, um z. B. die Werbewirkung zu optimieren und orientiert sich so verstärkt an den Interessen der Auftraggeber.
Mediendesign hingegen ist am Anwender, am Endverbraucher ausgerichtet und ermöglicht dem Auftraggeber so über die für den Anwender spürbare Qualität den gewünschten Erfolg. Zum Mediendesign gehört ebenso die Einbeziehung von Interaktion und aktueller Usability-Strategien, als auch die Berücksichtigung des Erlebens am Produkt, um so User Experience Design bzw. Servicedesign zu schaffen.

### Studiengänge
In Deutschland, Österreich und in der Schweiz werden hochschulische Studiengänge des Mediendesigns an verschiedene Standorten angeboten. Mehrere deutsche Hochschulen bieten Mediendesign als grundständigen, wie auch als weiterführenden Studiengang an.

## Betriebliche und Schulische Ausbildung
Der dem Fachgebiet Mediendesign zugeordnete, in der Regel 3-jährige (jedoch unter bestimmten Bedingungen auch verkürzt auf 2,5 bzw. 2 Jahre) Ausbildungsberuf (IHK-Prüfung) heißt „Mediengestalter Digital und Print“. Dieser Beruf wird in Unternehmen der Medien- und Kommunikationsbranche in den folgenden Fachrichtungen ausgebildet: Beratung und Planung, Konzeption und Visualisierung sowie Gestaltung und Technik. Hauptarbeitsmittel ist ein Computer mit Grafik-, Layout- und Bildbearbeitungssoftware. Die Berufsbezeichnung nach abgeschlossener Ausbildung lautet „Mediengestalter Digital und Print“ im Fachbereich „Mediendesign“.
Daneben gibt es Berufsfachschulen, die zum geprüften oder staatlich anerkannten Mediendesigner ausbilden.
Eine Aufstiegsweiterbildung zum staatlich geprüften Gestalter/Designer Fachrichtung Mediendesign kann an einer staatlichen Fachschule absolviert werden.